# 小名浜玉川町
小名浜玉川町（おなはま たまがわまち）は、福島県いわき市の大字である。郵便番号は971-8127。

## 地理
いわき市南東部の小名浜地区に属する。北東で小名浜岩出、東で小名浜林城、南で小名浜住吉、南西で小名浜野田、北西で常磐下船尾町とそれぞれ隣接する。1960年代より小名浜臨海部の工業化が進み、将来の人口増加を見越し福島県企業局によって1963年8月に計画策定、後に着工された玉川団地の造成に伴い旧来の大字より分離し新しく設置された地域である。地名の由来は当地周辺がかつて石城郡玉川村であったことから。小名浜岡小名内に所在するいわき東警察署及び小名浜に所在する小名浜消防署がそれぞれ管轄にあたる。

### 主な字
字
- 東

- 西

- 南

- 北

字の表記はされない。

## 歴史
- 1963年8月 - 福島県企業局により玉川団地建設計画が策定される。同年12月から1月にかけ住民説明会が行われ事業開始[4]
- 1966年 - 玉川団地造成に伴い、小名浜住吉、小名浜野田、小名浜林城、小名浜岩出のそれぞれ一部が分離し磐城市小名浜玉川町として新設される。
- 1966年10月1日 - 磐城市が平市・常磐市・内郷市・勿来市、石城郡小川町・遠野町・四倉町・川前村・田人村・好間村・三和村、双葉郡久之浜町・大久村と合併しいわき市となり、いわき市小名浜地区の大字となる[5]

## 世帯数と人口
2023年10月31日現在の世帯数と人口は以下の通りである。
| 大字         | 世帯数   | 人口   |
| ------------ | -------- | ------ |
| 小名浜玉川町 | 1285世帯 | 3004人 |

## 小・中学校の学区
市立小・中学校に通う場合、学区は以下の通りとなる。
| 番地 | 小学校                     | 中学校               |
| ---- | -------------------------- | -------------------- |
| 全域 | いわき市立小名浜第三小学校 | いわき市立玉川中学校 |

## 交通

### 道路
- 一級市道住吉岩出線

## 施設
- いわき市立玉川中学校
- 県営住宅小名浜玉川団地
- 住吉郵便局